# Theope pepo
Theope pepo is een vlindersoort uit de familie van de prachtvlinders (Riodinidae), onderfamilie Riodininae.
Theope pepo werd in 1994 beschreven door Willmott & J. Hall.